# Chloé Vande Velde
Chloé Vande Velde (6 juni 1997) is een Belgisch voetbalspeelster die uitkomt voor Club YLA in de Super League en het Belgisch voetbalelftal.

## Clubcarrière
Chloé Vande Velde begon haar carrière bij VC Zevergem waar ze door haar vader werd aangespoord om te gaan voetballen nadat ze eerst op Acrogym zat. Vande Velde kwam vervolgens uit voor SV Zulte Waregem en KAA Gent Ladies, waar ze zeven seizoenen zou spelen. In de seizoenen 2016/17 en 2018/19 won ze met Gent de Beker van België.
In 2021 ging Vande Velde een buitenlands avontuur aan bij Breiðablik Kópavogur in IJsland. Na een jaar daar te hebben gevoetbald, maakte Vande Velde voorafgaand aan het seizoen 2021/22 de overstap naar ADO Den Haag in de Nederlandse Vrouwen Eredivisie. Op 18 september 2022 maakte Vande Velde haar debuut voor ADO Den Haag in een thuiswedstrijd tegen Telstar. In deze wedstrijd wist Vande Velde ook gelijk haar eerste doelpunt voor de club te maken.
Op 11 maart 2023 komt de vader van Vande Velde onverwachts te overlijden, wat bij zowel haarzelf als de club ADO Den Haag hard aankomt. Voorafgaande aan het seizoen 2023/24 verlengt Vande Velde haar verbintenis bij ADO Den Haag met een jaar.
In het seizoen 2023/24 moet Vande Velde het vaker met een plek op de bank doen. Als vaste invalster komt ze nog wel tot 14 wedstrijden. Op 3 mei 2024 maakt ADO Den Haag bekend dat Vande Velde vanaf het seizoen 2024/25 terug zal keren naar België waar ze voor Club Brugge zal gaan spelen.

## Statistieken
| Seizoen | Club                 | Land      | Competitie         | Wedstrijden | Doelpunten |
| ------- | -------------------- | --------- | ------------------ | ----------- | ---------- |
| 2014/15 | KAA Gent Ladies      | België    | BeNeLeague         | 24          | 3          |
| 2015/16 | KAA Gent Ladies      | België    | Super League       | 17          | 3          |
| 2016/17 | KAA Gent Ladies      | België    | Super League       | 23          | 6          |
| 2017/18 | KAA Gent Ladies      | België    | Super League       | 24          | 5          |
| 2018/19 | KAA Gent Ladies      | België    | Super League       | 18          | 7          |
| 2019/20 | KAA Gent Ladies      | België    | Super League       | 16          | 1          |
| 2020/21 | KAA Gent Ladies      | België    | Super League       | 25          | 3          |
| 2021/22 | KAA Gent Ladies      | België    | Super League       | 15          | 6          |
| 2021    | Breiðablik Kópavogur | IJsland   | Úrvalsdeild        | 9           | 1          |
| 2022/23 | ADO Den Haag         | Nederland | Vrouwen Eredivisie | 16          | 1          |
| 2023/24 | ADO Den Haag         | Nederland | Vrouwen Eredivisie | 14          | 1          |
| 2024/25 | Club Brugge          | België    | Super League       | 0           | 0          |
| Totaal  | Totaal               | Totaal    | Totaal             | 201         | 334        |

Bijgewerkt t/m 3 mei 2024.

## Interlands
Vande Velde doorliep alle nationale jeugdelftallen van België: O16, O17, O19 en O21.
Van 2017–2021 speelde ze 24 maal voor het Belgisch voetbalelftal, en scoorde ze twee maal.

## Privé
Vande Velde studeerde voeding- en dieetkunde aan de Hogeschool Gent. Tijdens haar studies ontving ze de Vlaamse Hogescholenprijs voor het geslaagd combineren van topsport en studies. Anno 2024 werkt ze als diëtiste, met een toespitsing op sportdiëtiek. 